# San Joaquín, Tuxtla Chico
San Joaquín är en ort i Mexiko.   Den ligger i kommunen Tuxtla Chico och delstaten Chiapas, i den sydöstra delen av landet, 900 km sydost om huvudstaden Mexico City. San Joaquín ligger 431 meter över havet och antalet invånare är 474.
Terrängen runt San Joaquín är kuperad åt nordväst, men åt sydost är den platt. Runt San Joaquín är det tätbefolkat, med 397 invånare per kvadratkilometer. Närmaste större samhälle är Tapachula, 11,0 km sydväst om San Joaquín. I omgivningarna runt San Joaquín växer huvudsakligen savannskog.